# いすゞ・6SD1エンジン
いすゞ・6SD1エンジンは、いすゞ自動車が製造していたディーゼルエンジンである。

## 概要
1986年に登場。いすゞの大型トラック「810」および「ギガ」に搭載される。当エンジン搭載車は型式に23が付く（例：KL-CXG23X4）。
内径120mm×行程145mmの直列6気筒、排気量9,839cc、インタークーラーターボ付きで、OHC、2バルブの構造。
250kW(340PS)の6SD1-TCS、228kW(310PS)の6SD1-TCNの2種がラインアップされた。出力はいずれも最終型の数値である。
燃料噴射システムは2000年よりコモンレール式を採用した。
軽量コンパクトな設計のため、2000年に登場した「ギガ」のショートキャブ車には専ら当エンジンが用いられた。
「ギガ」全モデルの平成16年排出ガス規制への適合に伴い、2005年に製造終了した。